# Walter Santos
Walter Santos Souza (Senhor do Bonfim, 7 de setembro de 1939 – São Paulo, 29 de maio de 2008) foi um compositor, violinista e cantor brasileiro. Seu primeiro disco foi lançado em 1960 pela RCA Victor.
Ao lado de Tom Jobim e João Gilberto, gravou os vocais de apoio no álbum Canção do Amor Demais (1958), de Elizeth Cardoso.
Em 1974, fundou com sua mulher e parceira, a letrista Tereza Souza, um estúdio de produção de jingles. Também fundou a gravadora Som da Gente, dedicada à música instrumental brasileira.
Foi pai da cantora Luciana Souza e da produtora Carla Poppovic.

## Discografia
- 1962 - Bossa Nova
- 1964 - Caminhos